# Valdichiesa
Valdichiesa è una località abitata di 89 abitanti di Leni, comune italiano della città metropolitana di Messina in Sicilia. Si trova  nell'isola di Salina, nell'arcipelago delle Eolie.

## Il paese
La località di Valdichiesa è situata nella parte centrale dell'isola, nell'avvallamento tra il monte Fossa delle Felci e il monte dei Porri, da cui partono numerosi sentieri per le escursioni ai monti. La località è nota soprattutto per il santuario di Maria Santissima del Terzito, patrono di Valdichiesa.

## Il santuario
Dedicato a Maria Santissima del Terzito, l'edificio, risalente al 1630, è stato poi più volte restaurato a partire dalla metà del XIX secolo. Al suo interno è custodita una tela settecentesca che raffigura la vergine Maria nell'atto di proteggere le isole Eolie. Secondo la tradizione, il santuario venne edificato sul luogo in cui un eremita aveva precedentemente posto un piccolo luogo di culto mariano.

## Galleria d'immagini

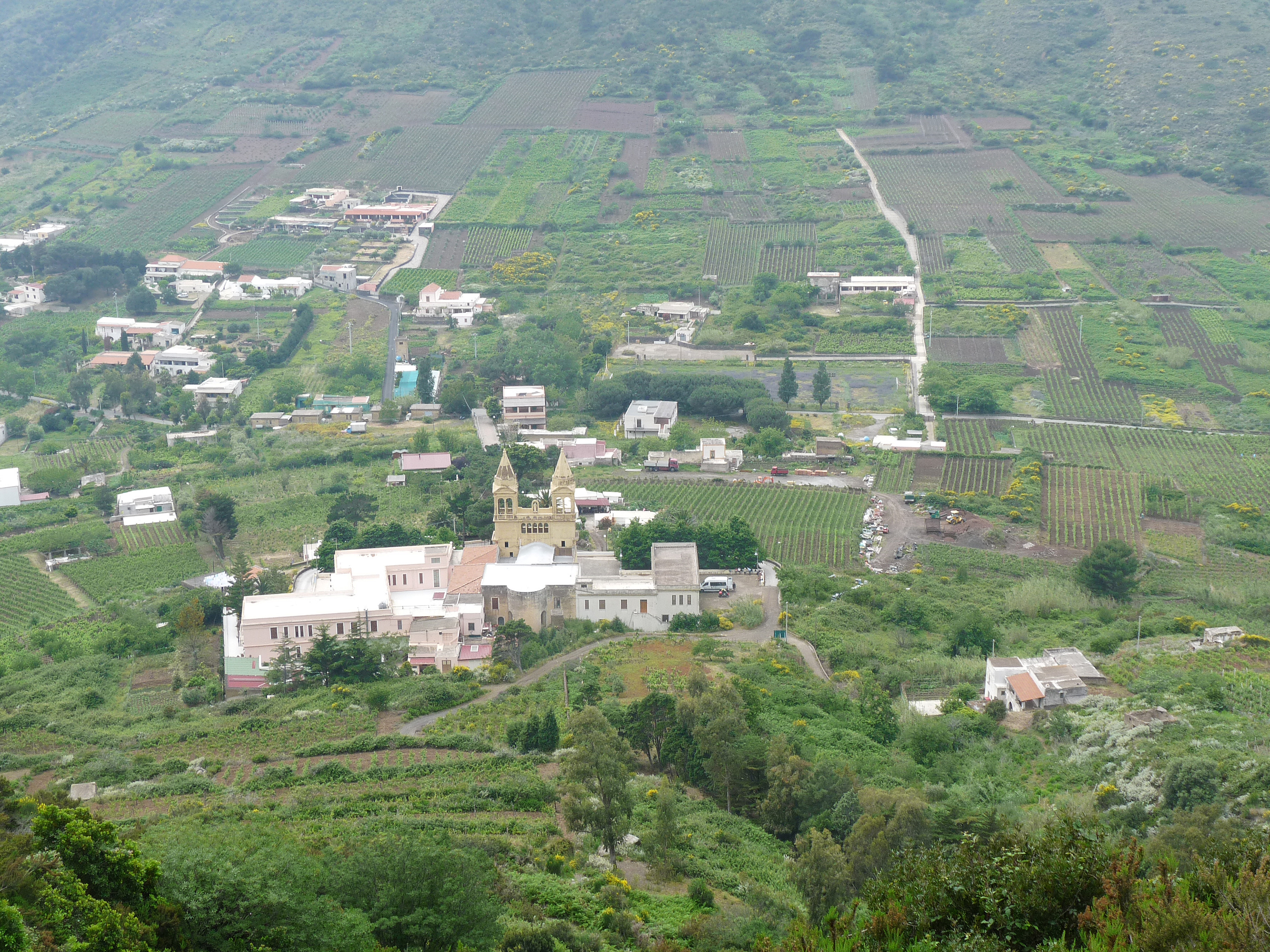
Valdichiesa
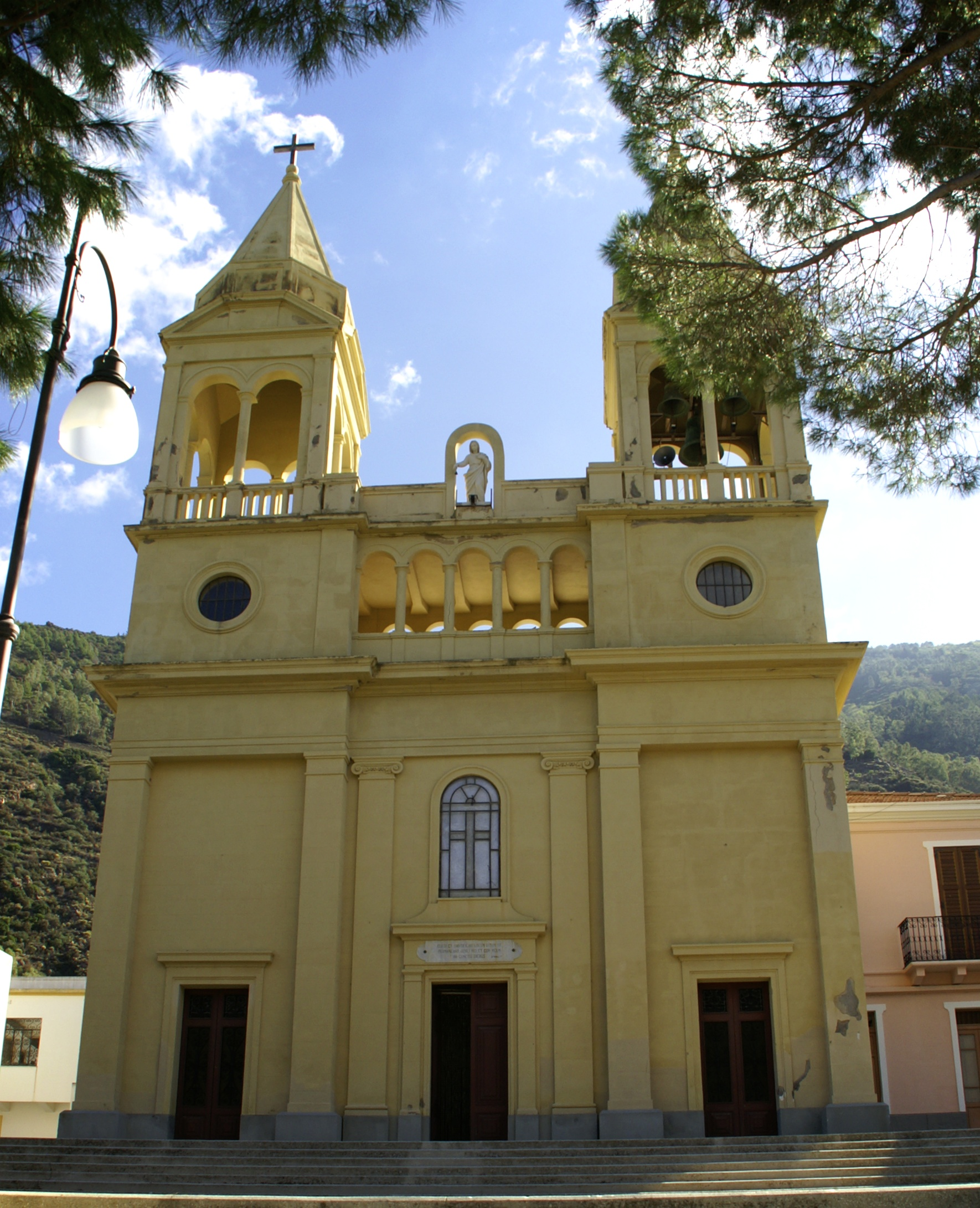
Santuario di Maria Santissima del Terzito
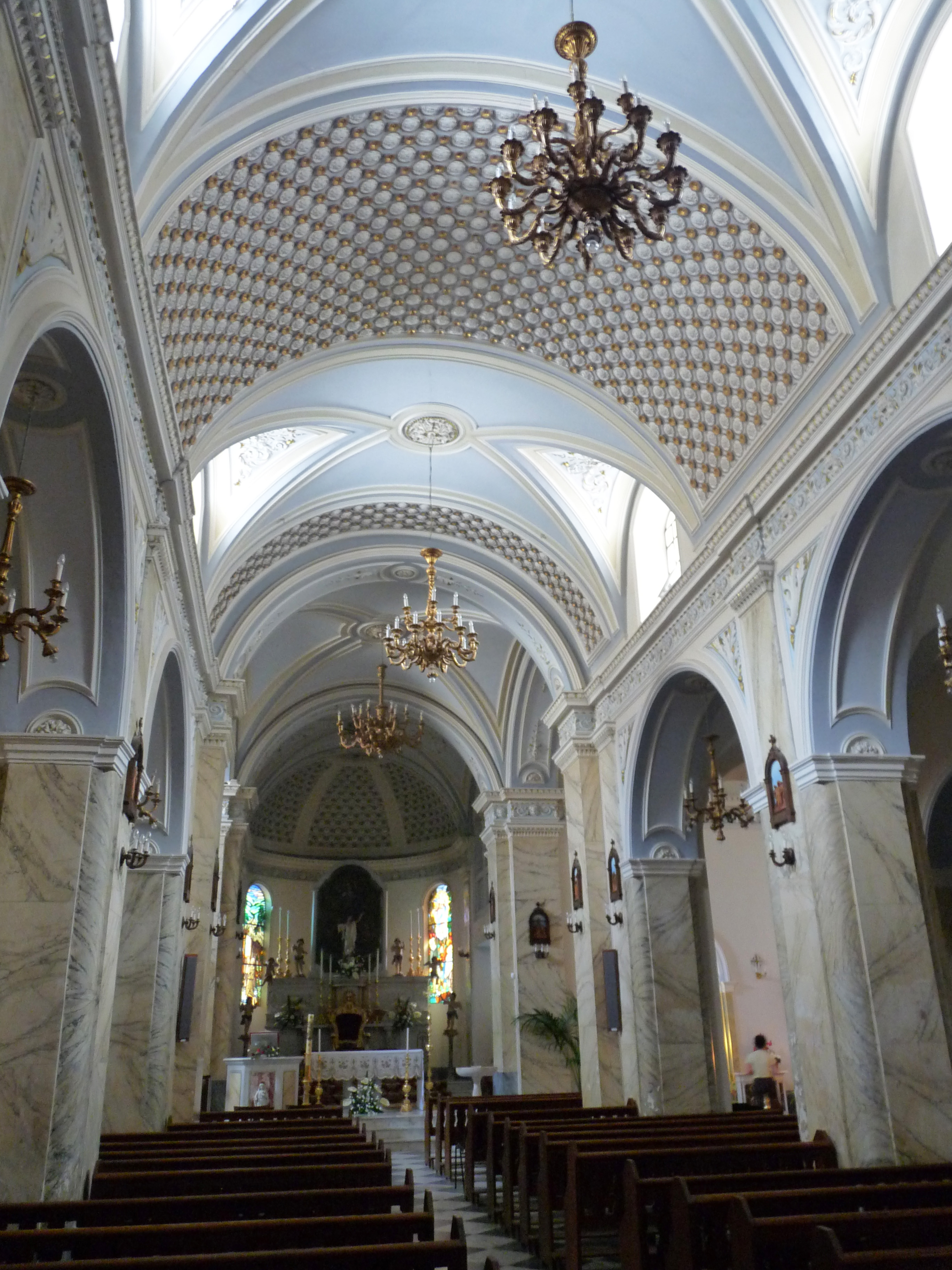
Interno del santuario
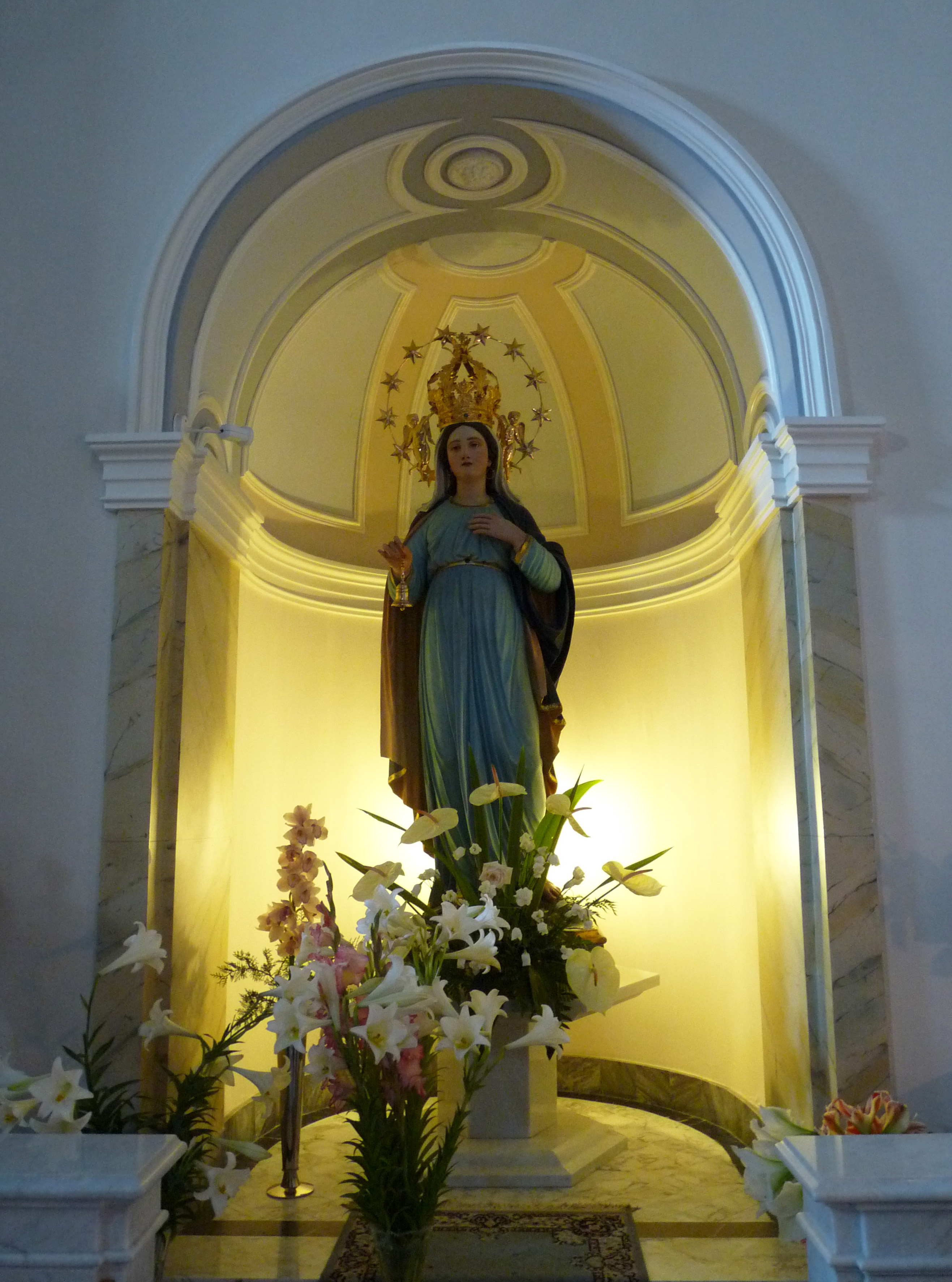
Madonna del Terzito